# Paul Neue
Paul Albert Neue (* 7. Oktober 1876 in Leipzig; † 9. Januar 1969 in Wilhelmshaven) war ein deutscher Politiker (SPD).

## Leben und Wirken
Paul Neue war der Sohn des Klavierbauers Robert Neue (1855–1921). Er besuchte in Leipzig die Volksschule und machte von 1891 bis 1894 eine Lehre als Polsterer und Tapezierer. 1894 trat er dem Verband der Tapezierer bei und war deren Ortsvorsitzender in Leipzig sowie später in Hamburg und Berlin, wo er seinen Beruf später ausübte. 1897 wurde er Mitglied der SPD. Ab 1908 besuchte er die Gewerkschaftsschule in Berlin und war dort von 1910 bis 1914 auch als sozialdemokratischer Wahlkreisvorsitzender tätig. Zu Beginn des Ersten Weltkriegs wurde er zum Kriegsdienst eingezogen und 1917 aufgrund einer Verwundung entlassen. Während der Novemberrevolution von 1918/19, die der SPD einen starken Zuwachs an Mitgliedern brachte, gehörte er als Vertreter der Mehrheitssozialdemokratischen Partei (MSPD) dem Berliner Arbeiter- und Soldatenrat an. Er nahm als Delegierter am 1. Rätekongress im Dezember 1918 und am 2. Rätekongress im April 1919 teil und wurde ebenfalls im April Mitglied des Zentralrates  der Deutschen Sozialistischen Republik. Im Juni 1919 amtierte Neue als Parteisekretär des SPD-Bezirks Oldenburg-Ostfriesland-Osnabrück und leitete auch die SPD-Geschäftsstelle Emden. Ab 1921 war er im Bezirkssekretariat in Rüstringen tätig, gehörte ab 1921 auch dem Provinziallandtag der Provinz Hannover an und war von 1924 bis 1933 Senator der Stadt Wilhelmshaven. Von April bis Juli 1933 war er außerdem Vertreter von Oswald Kanzler im Preußischen Staatsrat. In Wilhelmshaven beteiligte er sich ab 1924 maßgeblich an der Gründung des Reichsbanners Schwarz-Rot-Gold und fungierte als dessen Gauvorsitzender bis 1933. Anfang Mai 1933 war er durch massiven Druck der Nationalsozialisten zur Flucht in die Tschechoslowakei gezwungen. Dort bestritt er seinen Lebensunterhalt durch das Betreiben eines Milchladens in Teplitz-Schönau. Nach der Eingliederung des Sudetenlandes ins Deutsche Reich im Oktober 1938 verließ Neue über Prag das Land, ging nach Kopenhagen und emigrierte schließlich nach Schweden. Dort schlug er sich als Deutschlehrer durch. 1940 wurde er unter Aberkennung der Deutschen Staatsangehörigkeit ausgebürgert.
In Schweden gehörte Neue, der zum rechten Flügel innerhalb der Sozialdemokratie zählte, zu der Gruppe um Kurt Heinig, die jegliche Zusammenarbeit mit Linkssozialisten und Kommunisten strikt ablehnte. Er geriet dadurch in einen scharfen Konflikt zu Willy Brandt, dessen Ziel es war, in Stockholm die linken Kräfte aller politischen Flügel zu vereinigen. Nach Kriegsende kehrte Neue zunächst nach Dänemark zurück und arbeitete ab Oktober 1945 in der dänischen Flüchtlingsverwaltung in Kopenhagen. Als Transportbegleiter repatriierter Nationalsozialisten kam er im Februar 1947 nach Wilhelmshaven. Dort wurde er sofort wieder in der SPD tätig. 1958 wurde er zum Ehrenvorsitzenden des Kreisvereins Wilhelmshaven ernannt. Daneben engagierte sich Neue für die Neugründung der Volksbühne Wilhelmshaven.

## Familie
Neue war seit 1901 mit Georgine geb. Möller (1877–1965) verheiratet. Seine Frau emigrierte mit ihm und kehrte erst im Oktober 1948 nach Wilhelmshaven zurück.